# Convoluta lacrimosa
Convoluta lacrimosa är en plattmaskart som beskrevs av Achatz, Hooge och Tyler 2007. Convoluta lacrimosa ingår i släktet Convoluta och familjen Convolutidae. Inga underarter finns listade i Catalogue of Life.